# Szent Vid-kápolna (Őrszentvid)
Az őrszentvidi Szent Vid-kápolna (szlovénül Kapela svetega Vida, Strehovci) Dobronak község területén, Őrszentvid (Strehovci) faluban található, a Muravidéken, Szlovéniában

## A kegyhely története
A kápolna védőszentje Szent Vid, aki után a község korábbi nevét Sztrelec-ről Őrszentvidre magyarosították. A kápolna 1828-ban épült. A kápolnát ma is sokan keresik fel, a helyi búcsúra minden évben mintegy tizenötezren zarándokolnak el Őrszentvidre.
A kápolna és a falu a bagonyai (Bogojina) katolikus templom körzetéhez tartozik.

## Felépítése
A kápolna harangtornya homlokzatának egy része félkör alakú. Maga az épület kicsiny. A belül található jelenlegi festéseket a 20. században készítették, mely Janez Mežan munkája.

A kápolna egy erdős részen helyezkedik el, a Bakónak (Bukovnica) mellett levő tó északnyugati sarkán.

## Fordítás
- Ez a szócikk részben vagy egészben a Kapela svetega Vida, Strehovci című szlovén Wikipédia-szócikk ezen változatának fordításán alapul.  Az eredeti cikk szerkesztőit annak laptörténete sorolja fel. Ez a jelzés csupán a megfogalmazás eredetét és a szerzői jogokat jelzi, nem szolgál a cikkben szereplő információk forrásmegjelöléseként.